# Prejmer
Prejmer (deutsch Tartlau, siebenbürgisch-sächsisch Tuerteln, ungarisch Prázsmár) ist eine Gemeinde im Kreis Brașov im Südosten Siebenbürgens in Rumänien.
Der Ort ist auch unter den veralteten rumänischen Bezeichnungen Prajmar und Preșmer und den deutschen Bezeichnungen Tartlen und Tortalen bekannt.

## Geographische Lage

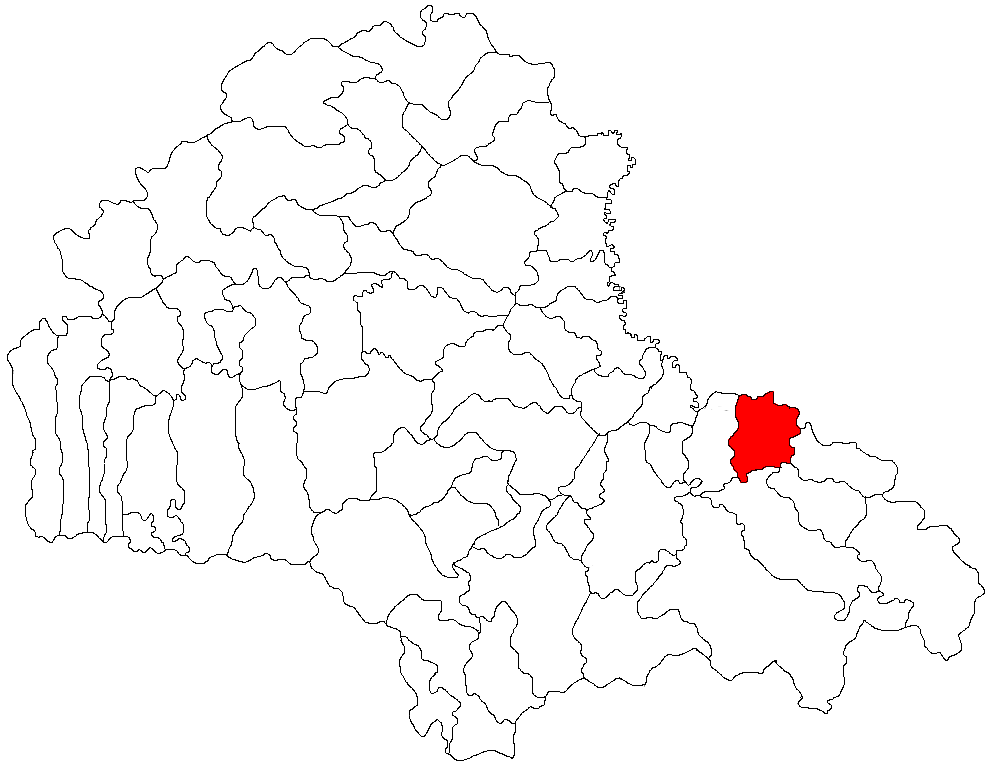
Lage der Gemeinde Prejmer im Kreis Brașov

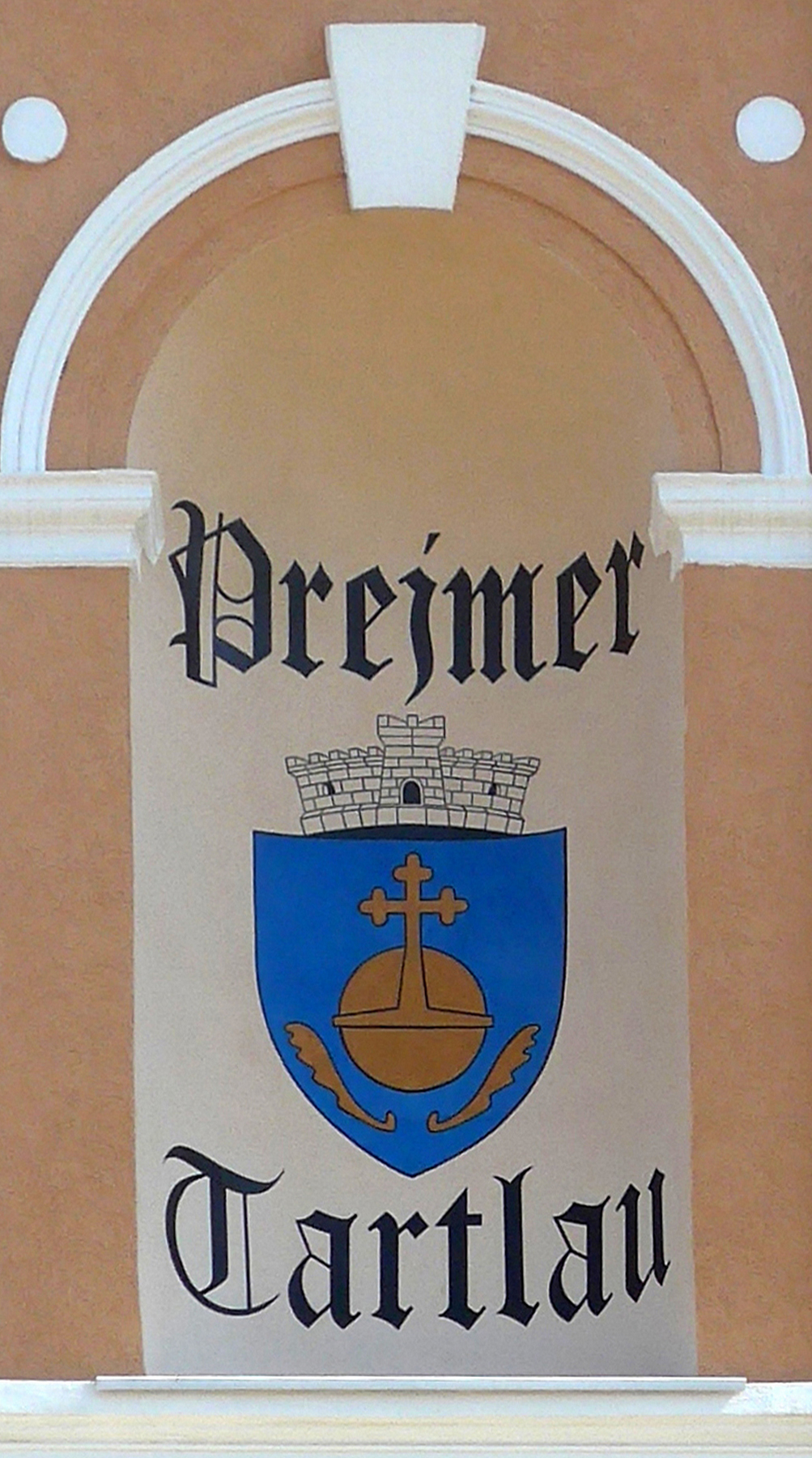
Ortswappen und zweisprachige Ortsbezeichnung auf dem Tartlauer Rathaus

Die Gemeinde Prejmer liegt auf einer Fläche von etwa 6800 Hektar im Osten des Kreises Brașov, im Südosten des historischen Burzenland, südöstlich des Siebenbürgischen Beckens. Der Ort Prejmer befindet sich an der Nationalstraße DN 10 und der Bahnstrecke Brașov–Sfântu Gheorghe–Târgu Secuiesc ca. 15 Kilometer nordöstlich von der Kreishauptstadt Brașov (Kronstadt) entfernt. Das eingemeindete Dorf Lunca Câlnicului ist drei Kilometer, der Weiler Stupinii Prejmerului (Rohrau) vier Kilometer vom Gemeindezentrum entfernt.
Auf dem Areal der Gemeinde mündet der Râul Negru (ung. Feketügy) in den Olt (Alt).

## Geschichte
Tartlau wurde vom Deutschen Orden im 13. Jahrhundert gegründet (mehr dazu hier) und 1211 erstmals urkundlich erwähnt. Im 13. Jahrhundert wurde im Ort eine Kreuzkirche, im 15. Jahrhundert eine der stärksten Kirchenburgen Osteuropas um die Kirche errichtet. Tartlau lag im Südosten Siebenbürgens im Verwaltungsgebiet des historischen Komitats Kronstadt im ungarischen Königreich. Diverse archäologische Funde – angefangen mit der Frühbronzezeit – zeigen, dass das Gebiet schon lange vorher besiedelt war. Nach Angaben von J. Teutsch und H. Schroller wurde in der Nähe der „Villa Misselbacher“ – von den Einheimischen so genannt –, ein Steingrab aus der Bronzezeit gefunden.
Da Prejmer unweit des Bodzaer Pass (Pasul Buzău ⊙) liegt, wurde der Ort fast fünfzigmal von Mongolen, Türken, Tataren, Kosaken und Moldauern geplündert und zerstört, die Kirchenburg jedoch nur einmal von Gabriel Báthory 1611 eingenommen.

## Bevölkerung
Die Bevölkerung von Prejmer entwickelte sich wie folgt:
| 1850 | 3351 | 1044 | 17  | 2136 | 154             |
| 1900 | 3580 | 1336 | 123 | 2066 | 55              |
| 1941 | 5600 | 3263 | 157 | 2028 | 152             |
| 1977 | 9276 | 6937 | 385 | 1741 | 213             |
| 1992 | 8299 | 7555 | 301 | 238  | 205             |
| 2002 | 8316 | 7612 | 216 | 110  | 378             |
| 2011 | 8472 | 7349 | 154 | 71   | 898             |
| 2021 | 8647 | 7024 | 111 | 47   | 1465 (744 Roma) |

Die höchste Einwohnerzahl der heutigen Gemeinde seit 1850 wurde 1977 ermittelt. Die höchste Bevölkerungszahl der Rumänen wurde 2002, der Deutschen (2279) 1930, die der Magyaren (431) 1930 und die der Roma (375) wurde 2002 registriert. 1930 bekannte sich ein Einwohner als Serbe, 1890 und 2002 waren je einer und 1966 zwei Einwohner Ukrainer, 1890 bekannten sich acht und 1930 zehn Einwohner als Slowaken. Des Weiteren bekannte sich 2002 ein Einwohner als Tschango. 2011 bekannten sich 510 Menschen als Roma.
Im Jahr 2009 waren noch 125 Siebenbürger Sachsen in der evangelischen Gemeinde in Tartlau registriert.

## Sehenswürdigkeiten
- Die sehr gut restaurierte Kirchenburg wurde von der UNESCO 1998 in die Liste des Weltkulturerbes aufgenommen.[10] Die Ringmauern der Burg sind 10–12 Meter hoch und drei bis vier Meter dick. Der Wehrgang[11] der Kirchenburg verläuft in 10 Meter Höhe und ist von einem Satteldach  bedeckt. In der Höhe des Wehrgangs wurde die Mauer mit zahlreichen Schießscharten und Gussöffnungen (Pechnasen) ausgestattet. Im tunnelförmigen Eingang der Kirchenburg befindet sich ein Falltor.[12] An der Innenseite der Burgmauern sind 272 Lagerräume in 3–4 Stockwerken angeordnet. Ein Raum wurde als Klassenzimmer und eine andere Kammer als siebenbürgisch-sächsische Bauernstube mit originalen Möbeln eingerichtet. Seit 1990 befindet sich dort auch ein Museum.[5]
Eine Besonderheit in dieser Wehranlage ist die sogenannte Todesorgel.[13] Diese ist ein dickes Brett, das sich um eine eiserne Achse drehen lässt und beidseitig mit je fünf Vorderlader-Schießrohren belegt war. Während die eine Serie abgefeuert wurde, konnte die andere geladen werden und nach raschem Umdrehen wiederholt abgefeuert werden.
- Die Kreuzkirche mit dem Turm über der Mitte des Kirchenbaues wurde (nach unterschiedlichen Angaben) Anfang[5] oder Mitte[4] des 13. Jahrhunderts errichtet. Der Flügelaltar aus dem Jahr 1450 wurde erneuert.
- Die ehemalige evangelische Schule – heutige Grundschule –, 1846–1848 errichtet, steht unter Denkmalschutz.[14]
- Die rumänische orthodoxe Kirche Sf. Apostoli Petru și Pavel, 1791 errichtet, steht unter Denkmalschutz.[14]
- Mehrere Häuser, die im 18. Jahrhundert errichtet wurden, stehen ebenfalls unter Denkmalschutz.[14]

## Persönlichkeiten
- Erwin Neustädter (1897–1992), Schriftsteller[15]
- Michael Trein (1935–2015), Bürgermeister
- Herta Wilk (1918–1992), Volkskundlerin[16]